# Didogobius wirtzi
Didogobius wirtzi es una especie de peces de la familia de los Gobiidae en el orden de los Perciformes.

## Morfología
Los machos pueden llegar a alcanzar los 3,1 cm de longitud total.

## Hábitat
Es un pez  de  mar de clima tropical y bentopelágico que vive entre 15-25 m de profundidad. 

## Distribución geográfica
Se encuentra en el Atlántico norte: Cabo Verde. 

## Observaciones
Es inofensivo para los humanos. 